# Cyclotelus rufiventris
Cyclotelus rufiventris är en tvåvingeart som först beskrevs av Friedrich Hermann Loew 1869.  Cyclotelus rufiventris ingår i släktet Cyclotelus och familjen stilettflugor. Inga underarter finns listade i Catalogue of Life.